# Nino (Fußballspieler, 1980)
Nino, bürgerlich Juan Francisco Martínez Modesto (* 10. Juni 1980 in Vera), ist ein spanischer Fußballspieler des FC Elche.

## Karriere
Der 1,71 m große Rechtsfüßer spielt auf der Position Mittelstürmer und begann seine Karriere beim FC Elche. Dort absolvierte er in acht Jahren 256 Ligaspiele. 2006 wechselte er zu UD Levante. Nach nur einem Jahr in Valencia schloss er sich im Sommer 2007 zunächst leihweise und im Anschluss fest zu CD Teneriffa. Dort gab er sein Debüt am 26. August 2007. Er spielte für Teneriffa insgesamt 159 Spiele und schoss dabei 78 Tore. Im Juli 2011 wechselte Nino zu CA Osasuna. Nach fünf Jahren dort stieg er mit seiner Mannschaft in die erste Liga auf und wechselte im Anschluss zum FC Elche.